# Apache Ant
Apache Ant eller bara Ant, är ett verktyg för att i första hand automatisera byggen av datorprogram skrivna i programspråket Java.
Apache Ant använder sig av en XML-baserad konfigurationsfil, som innehåller beskrivningar över vad som ska utföras och i vilken ordning. 